# Nefronoptisis
Se designa con el nombre de nefronoptisis a un conjunto de enfermedades  de  origen genético que se manifiestan en la infancia, afectan al riñón y se heredan según un patrón autosómico recesivo. Es la causa más frecuente de insuficiencia renal de origen hereditario en los niños y adolescentes. Fue descrita en primer lugar en el año 1951 por el pediatra suizo Guido Fanconi (1892-1979).
Este grupo de procesos están relacionados con la enfermedad quística medular o EQM por lo que frecuentemente se agrupan ambos trastornos bajo el nombre NP-EQM (nefronoptisis-enfermedad quística medular).

## Causas
Los estudios genéticos han demostrado que la causa del proceso es una mutación que frecuentemente afecta a alguno de los siguientes genes: NPHP1, NPHP2, NPHP3 o NPHP4. Las mutaciones posibles son múltiples, en algunas de ellas además del defecto renal, existen anomalías en otros órganos como el ojo, cerebelo, hígado y huesos.

## Síntomas y evolución
Los síntomas principales son poliuria (excesiva producción de orina), polidipsia (excesiva ingesta de agua), insuficiencia renal, anemia y retraso del crecimiento. En el riñón se forman una serie de quistes de aspecto característico que están situados entre la corteza renal y la médula renal, los cuales impiden el adecuado funcionamiento de este órgano y son diferentes a los que aparecen en otras enfermedades del riñón como la poliquistosis renal. La enfermedad evoluciona a insuficiencia renal que hace necesario realizar un trasplante de riñón antes de los 20 años. 
Por el contrario en la enfermedad quística renal, los síntomas son parecidos, pero la evolución a insuficiencia renal es más lenta y el trasplante puede ser necesario pero a edades más avanzadas.

## Asociación con otras anomalías
La nefroptisis asociada a  una afectación ocular similar a la retinosis pigmentaria se llama Síndrome de Senior-Loken, si se asocia a un coloboma del nervio óptico se denomina Síndrome de Joubert y si está unida a una alteración en la movilidad ocular Síndrome de Cogan.

## Investigación
Se encuentra en fase de investigación el estudio de los mecanismos moleculares que producen la enfermedad. Se ha conseguido desarrollar modelos animales que muestran anomalías muy similares a las que aparecen en humanos, pero por el momento estas investigaciones no hacen posible la curación ni interrumpir el curso natural de la enfermedad hacia insuficiencia renal.